# Тарвацкий, Ян Юлианович
Ян Юлианович Тарвацкий (пол. Jan Tarwacki; псевдоним Пытляс. 1879, Варшава — 24 апреля 1918, Демерджи-яйла) — российский и польский революционер, делегат V (лондонского) съезда РСДРП, участник Первой Русской революции и Октябрьской социалистической революции, борец за установление советской власти в Крыму в 1918 году. Председатель Симферопольского Совета, член ЦИК ССР Таврида. Расстрелян в ходе контрреволюционного мятежа.

## Биография

### Ранние годы и присоединение к революционному движению
Родился Ян Юлианович Тарвацкий в Варшаве в 1879 году в рабочей семье. Рано лишился отца и работал подручным мастера на заводе Герлаха с зарплатой шесть рублей в месяц и к совершеннолетию стал слесарем-инструментальщиком. Учился в городском училище, занимался самообразованием. Присоединился к революционному движению. Распространял социал-демократические воззвания, литературу, помогал товарищам скрываться от полиции. Много читал, изучал труды К. Маркса, Ф. Энгельса, В. Либкнехта, Г. В. Плеханова. В 1898 году вступил в партию Социал-демократия Королевства Польского (СДКП). Участвовал в рабочих сходках, дискуссиях с членами Польской социалистической партии (ППС). Приветствовал манифест Минского съезда о создании РСДРП.
Вскоре попал под слежку полиции. При разгоне в Варшаве первомайской демонстрации 1900 года был впервые арестован, а вторично — в августе 1900 года на похоронах умершего в тюрьме рабочего Э. Венгжиновича, похороны которого вылились в демонстрацию. Шёл в первых шеренгах рядом с другом, несшим транспарант с надписью «Товарищу по идее». Тарвацкий содержался в Варшавской ратуше — городской тюрьме. В декабре его выслали в Херсонскую губернию под надзор полиции.
Поселившись затем в Одессе, он вступил в артель по производству металлических изделий, состоявшую целиком из поднадзорных социал- демократов. Ян подружился А. А. Квятковским, экспедитором кишиневской подпольной типографии газеты «Искра», который занимался перевозкой нелегальной литературы, печатавшейся до 1902 года в этой типографии. За Тарвацким был установлен «негласный надзор полиции и воспрещено жительство в столицах и Санкт-Петербургской губернии впредь до особого распоряжения», о чём одесский градоначальник доносил 26 октября 1901 года в Департамент полиции.
Возвратившись в Варшаву, Тарвацкий возобновил подпольную работу. В 1903 году он был привлечен Варшавским жандармским управлением по делу о «политическом преступлении». Был сослан на два года в Пинегу в Архангельскую губернию. К этому моменту Тарвацкий женился. Жена Стефания, в девичестве Станчик последовала за ним в ссылку. В дальнейшем, когда мужа не раз подвергали тюремному заключению, она приходила на свидания со старшей дочерью. По происхождению варшавская работница, в 1898 году примкнула к социал-демократам, а в 1900 году вступила в Социал-демократию Королевства Польского и Литвы.

### Революция 1905—1907 годов
В 1905 году Тарвацкие возвратились в Варшаву. Ян стал партийным организатором СДКПиЛ в рабочих районах, был введен в Варшавский городской комитет партии и оказался соратником лидера варшавских социал-демократов Ф. Э. Дзержинского, члена Главного правления ЦК СДКПиЛ. Тарвацкий работал с молодежью на предприятиях в районах Воля, Мокотов, Прага, Повонзки и Дольный, где действовало более 100 партийных кружков. Он участвовал в рассмотрении конфликтов пролетариев с администрацией, обучал агитаторов, готовил связных, через которых кружки сносились с городским комитетом, был одним из руководителей молодёжной и членом Военно-революционной организаций, а также подпольного Красного креста, оказывавшего помощь арестованным.
В Варшаве была организована так называемая «Партийная биржа» — постоянно менявшиеся места встреч подпольщиков. Ян бывал на таких встречах в скверах, кафе, на конспиративных квартирах, дежурил на центральной и районных «биржах» вместе с членами комитетов СДКПиЛ, организовывал передачу нелегальной литературы и оружия, сбор информации. Таким путем распространялись варшавская «Рабочая газета» и орган Главного правления СДКПиЛ «Czerwony sztandar». Руководил также партийными сходками, выступал на массовках, организовывал стачки. Действовал на фабрике «Лильпоп и Рау» в Дольном районе Варшавы, где была создана при партийном комитете школа агитаторов. Был известен под псевдонимом Пытляс.
Октябрьская всеобщая политическая стачка 1905 года в Варшаве проходила активно. Демонстрантов разгоняли войска. Полиция, драгуны и уланы избивали их прикладами и шашками наголо. Пытляс был одним из организаторов стачки и ежедневно выступал на митингах. На чрезвычайной конференции Варшавской организации СДКПиЛ под руководством Дзержинского, явившегося на заседание сразу после освобождения из тюрьмы, Пытляс участвовал как член городского комитета. Тогда же возникли и первые профсоюзы Королевства Польского. Ян стал одним из видных деятелей профдвижения, в основном в организации металлистов, многие из которых знали его с юношеских лет. В 1906 году две левые партии, РСДРП и СДКПиЛ объединились. Варшавская организация провела в связи с этим районные конференции с докладами об итогах IV Объединительного съезда РСДРП и выборами делегатов на V съезд СДКПиЛ, а также развернула кампанию помощи рабочим Лодзи пострадавшим от локаута. Тарвацкий был избран на съезд от Мокотовского района и участвовал в его работе в июне 1906 года в Закопане.
В ноябре 1906 года он руководил сбором средств для помощи рабочим Лодзи, где более 30 тысяч человек были уволены. Выступал перед пролетариями Дольного и Мокотовского районов, за год его ни разу не смогли задержать, хотя полиция сталкивалась с руководимыми им дружинами самообороны. Тюрьма Варшавской ратуши и тюрьма Павиак были переполнены арестованными. Тарвацкий входил в Бюро по защите политических в суде. Вместе с женой через Красный крест организовывал помощь заключенным. Охранке уже был известен некто Пытляс, но она не знала, что это Тарвацкий.
На межрайонной общегородской партконференции в апреле 1907 года были избраны делегаты на V съезд РСДРП от Варшавской организации СДКПиЛ. Среди 44 тделегатов, в том числе 11 от Варшавы, был Тарвацкий. Польские делегаты явились союзниками большевистской фракции и по большинству вопросов голосовали вместе. СДКПиЛ на съезде представляли Р. Люксембург, Я. Тышка. Тарвацкого избрали членом мандатной комиссии съезда, в которой пришлось отстаивать каждую кандидатуру против отводов со стороны меньшевиков и бундовцев. В ходе работы близко общался с В. И. Лениным. На съезде завязал много знакомств, например с латышами, с некоторыми из них он встречался впоследствии. Возлагал венки на могилу Маркса, посетил крематорий, где были преданы огню останки Ф. Энгельса. Общался с гостями съезда М. Горьким, П. А. Кропоткиным, другими известными людьми.
По возвращении столкнулся с трудностями в революционной работе, в Польше свирепствовала реакция, множились провалы, аресты, смертные приговоры. Военный суд Варшавы за 10 месяцев осадного положения в Польше рассмотрел более 900 дел, свыше половины процессов были групповыми. Приговоры выносилось как за принадлежность к социал-демократической партии, хранение запрещенной литературы и оружия, революционную агитацию, так и за тяжкие преступления: за политический и экономический террор, вооруженное сопротивление полиции, убийства провокаторов и шпиков. Усиление репрессий произошло после убийства в Лодзи 31 августа 1907 года фабриканта Зильберберга, совершенного рабочими в отместку за массовый локаут. Варшава заняла на тот момент первое место среди городов империи по числу вынесенных смертных приговоров.
В такой обстановке в июле в Варшаве состоялась межрайонная конференция СДКПиЛ при участии делегатов V съезда РСДРП, среди которых был Тарвацкий. Ян — участник кампании по выборам в III Государственную думу. Он являлся также одним из организаторов рабочих страховых касс, рабочих кухонь для жертв локаутов и многодетных пролетариев. Обеды в них отпускались за полцены, а в некоторых случаях и бесплатно. Кухни создавались на общественных началах, средства для них шли путем подписки среди сочувствующих. Он был членом правления общества «Знание» и клуба «Будущее», в котором читал лекции на вечерних и воскресных курсах «Университет для всех», «Курсах грамоты для взрослых» и при Обществе по распространению промышленных знаний. На доклады 30-летнего молодого человека с лицом ученого приходили из разных районов Варшавы, многие рабочие с трудом верили, что докладчик — рабочий завода Русско-Бельгийского товарищества.
12 июня 1907 года на улице Бронной полиция захватила подпольную конференцию районной организации в Повонзках, собравшуюся в слесарной мастерской. Кроме хозяина помещения и Тарвацкого арестовали ещё 16 человек. 31 июля он был заключен в Варшавскую цитадель. О положении там писала газета «Современное слово» от 30 мая 1908 года: «Новые арестованные содержатся по 5 — 6 дней в полицейских участках или в канцелярии Охранного отделения, пока для них найдется место в какой- нибудь тюрьме. Пребывание в местах для арестованных в высшей степени мучительно. Они находятся в тесных грязных камерах-клетках по 20 — 30 человек. Нет никакой возможности спать лежа даже на голой земле. Нет там и скамеек. Они могут только стоять или сидеть на полу. На питание заключенных по тюремной раскладке тратится 9 коп. в день. В тюрьме при Варшавской ратуше в камерах, рассчитанных на 180 арестантов, находится около 500 лиц, в тюрьме Павиак вместо 300 человек содержится свыше 800, в фортах цитадели более 1200 заключенных. Только два раза в неделю разрешается передача пищи с воли для политических узников. Свиданий с ними трудно добиться. Режим в тюрьмах резко ухудшился».
Тарвацкому инкриминировали принадлежность к СДКПиЛ, участие в партийной конференции, хранение нелегальной литературы, сборы денег в пользу партии. 26 октября он был временно освобождён под денежный залог. Подобные залоги были легальной формой прикрытия взяточничества. Это использовал член Главного правления СДКПиЛ Я. Ганецкий, имевший соответствующие связи среди судейских следователей. Они «потеряли» материалы дела против Тарвацкого, а ему было предложено до суда срочно покинуть пределы Королевства Польского.
29 октября 1907 года по донесению Варшавского жандармского управления в Департамент полиции «по ходу предварительного следствия в дальнейшем содержании Тарвацкого под арестом надобности не встречается». При этом продолжался розыск комитетчика Пытляса. В конце 1907 года Варшавское жандармское управление отметило: «Что касается СДКПиЛ, то за истекшую неделю полицией задержано всего семь членов этой партии. После ряда ликвидации в мае и в июне с. г. выбыли из партии лучшие силы, она сильно подавлена и находится на полном упадке». Тарвацкий вернулся в Варшаву в марте 1908 года и опять устроился на завод Русско-Бельгийского товарищества металлических изделий, где им дорожили как квалифицированным механиком. Варшавский военно-окружной суд 18 августа 1908 года рассмотрел дело по обвинению 18 делегатов Повонзковской районной конференции СДКПиЛ и приговорил 14 подсудимых к поселению в Сибири, а четверых оправдал, в том числе и Тарвацкого. Однако 19 июля 1909 года его арестовали и подвергли административной высылке из Привислинского края «за вредное направление». В том же году он вернулся в Варшаву. Профсоюзы были распущены, их собрания запрещены, хозяева предприятий объявляли локауты.
В 1910 году наметилось некоторое оживление рабочего движения в Польше. В Варшаве прошли стачки металлистов, плотников, трамвайщиков, пекарей с экономическими требованиями. Девять недель бастовали 1700 рабочих на заводе «Вулкан». Соблюдая строгую конспирацию, Тарвацкий помогал стачечникам выработать свои требования, организовывал сбор средств в помощь нуждавшимся забастовщикам. Профсоюзы не были восстановлены, поэтому кассы взаимопомощи не имели денег для поддержки участников забастовок, длившихся по два и более месяцев.

### В ссылке в Енисейске
Вплоть до 1914 года Ян официально трудился механиком. Когда началась Первая мировая война, он сразу занял ленинскую (пораженческую) позицию и повёл антивоенную агитацию. В апреле 1915 года на сходке в одной из рабочих кухонь он был арестован. Распоряжением варшавского генерал-губернатора он подлежал ссылке в Енисейскую губернию, но из нужд оборонной промышленности с другими ссыльными был вывезен в Тверь где стал рабочим снарядного завода. Последовало прошение из IV Государственной думы на имя председателя Совета министров с ходатайством об отмене ссылки Тарвацкого в Сибирь как «нужного рабочего». Однако его как выявленного неблагонадёжного сослали в Енисейский край на 8 лет. Он был определён в Енисейск, где устроился слесарем в мастерских. Туда вскоре переехала и его жена Стефания с дочерьми.
В Енисейске Тарвацкий оказался среди ссыльных — видных деятелей РСДРП. В край обычно ссылались наиболее опасные политические. Почти все они в годы войны попали туда после каторги, а не как административно-ссыльные. Всего их там проживало несколько сот человек, в том числе депутаты IV Государственной думы большевики А. Е. Бадаев, М. К. Муранов, Ф. Н. Самойлов, Н. Р. Шагов, и до его отправки в Якутск Г. И. Петровский. Они прибыли в ссылку в мае 1915 года, незадолго до Тарвацкого.
Тарвацкий трудился по найму, со многими ссыльными подружился, встречались они обычно по воскресеньям. «Енисейцы» поддерживали постоянную связь с сыльными Туруханска, в том числе с Я. М. Свердловым, имели переписку с Минусинском и Красноярском. Среди местных большевиков не было «оборонцев», все они вели антивоенную агитацию. После Февральской революции и последовавшей амнистии, у многих поселенцев не было средств для возвращения. В Енисейске организовали комиссию по оказанию им помощи которую возглавил Тарвацкий. В фондах Государственного Музея революции в Москве имеется фотография заседаний этой комиссии в составе Тарвацкого, латышки Е. Румбы и уроженца Бессарабии Ф. Березовского. Комиссия связалась со Всероссийским общественным комитетом помощи амнистированным политкаторжанам и ссыльным, откуда получила денежные и материальные средства.
В марте 1917 года Тарвацкий был избран в состав ревкома и в Совет рабочих депутатов Енисейска по списку большевиков, затем стал председателем горсовета. К лету он с семьей возвратился в Европейскую Россию. Польша была оккупированы австро-германскими войсками и Тарвацкий оказался в Москве. Тут находились многие поляки-соционалисты, занимавшиеся партийной деятельностью и антивоенной пропагандой среди военнопленных. У него открылся туберкулез и его отправили на лечение в Крым в Алупку, в санаторий для бывших политкаторжан и ссыльных.

### В Крыму
В Крыму в советах тогда преобладали меньшевики и эсеры, а в сельской местности — крымскотатарские националисты, всё сильнее обострялась борьба за власть в советах. В этих столкновениях Тарвацкий стал одним из руководителей большевистской организации Ялты. В Крыму оказались его старые товарищи поляки: Ян Булевский — секретарь Евпаторийской организации и организатор Красной гвардии в Евпатории, а затем в Ялте, Станислав Новосельский, вскоре избранный членом Таврического губкома большевиков. Жену Новосельского избрали секретарем губернского комитета и она привлекла к агитационной и пропагандистской работе Стефанию Тарвацкую. В ряде городов Крыма польские партийцы трудились в органах Советской власти. В Симферополе на аэропланосборочном заводе «Анатра» и на заводе Адаменко в Симферопольском уезде работало много поляков, в ходе войны эвакуированных из Королевства Польского. Завод «Анатра» стал базой большевиков. Там возникли первые отряды Красной гвардии Симферополя. Тарвацкий был переведён партией в Симферополь для усиления местной организации.
В начале октября 1917 года на I Таврической губернской партийной конференции Яна избрали членом Таврического губкома РСДРП(б), его включили в список кандидатов в члены Учредительного собрания от большевиков. При перевыборах в Симферопольский городской Совет рабочих и солдатских депутатов большевики получили большинство. Тарвацкий стал его председателем. 24 ноября 1917 года II губернская конференция РСДРП(б) приняла в качестве первоочередной задачи победу Советской власти в Таврической губернии, притом что на власть претендовала явочным порядком Крымская народная республика (самоорганизация крымских татар на демократической платформе, но без участия других народов) и органы таврического земства. Тарвацкий вновь был избран членом губернского комитета и заместителем его председателя. Он принимал участие в подготовке вооруженного восстания в Симферополе, однако дело затягивалось, обстановка с установлением народной власти в Крыму была сложной. 12 января 1918 года красногвардейские отряды повели наступление на центр Симферополя и вокзал. Весь день шел бой с сторонниками Крымской народной республики и эскадронцами (офицерами-добровольцами). К 13 января восстание при помощи отрядов из Севастополя победило. Военно-революционный комитет выпустил воззвание о передаче всей власти в руки Совета рабочих и солдатских депутатов. Был создан объединённый штаб Красной гвардии.
В январе начала выходить большевистская газета «Таврическая правда». Её редактором по рекомендации Тарвацкого был назначен один из старейших польских социал-демократов Владислав Кобылянский, в те же дни вступивший в большевистскую партию. Руководителем Социалистического союза рабочей молодежи в Симферополе стал Сигизмунд Фрей. Городским комиссаром труда был назначен рабочий «Анатры» Иосиф Орачевский, Фридрих Шиханович — губернским комиссаром труда. В марте в состав губкома РСДРП(б) были избраны Я. Ю. Тарвацкий (председатель), С. П. Новосельский, Ю. П. Гавен, Ж. А. Миллер, В. А. Шаталов и другие. С Ю. П. Гавеном Тарвацкий познакомился и сблизился ещё на V съезде партии, а позднее оба оказались в сибирской ссылке. Вскоре в Крым прибыл посланец ЦК РСДРП(б), также уроженец Варшавы, А. И. Слуцкий, член Петроградского комитета партии. Первое время он был членом редколлегии «Таврической правды», затем его избрали председателем Совета Народных Комиссаров Таврической Республики.
В правительстве республики Жан Миллер стал председателем ЦИК, Ян Тарвацкий членом ЦИК, Новосельский — комиссаром внутренних дел, Кобылянский — комиссаром просвещения, Шиханович — комиссаром труда, Булевский — комиссаром национализированных дворцовых и великокняжеских имений, Болеслав Закржевский — управляющим делами Совнаркома и ЦИК, Алексей Коляденко — комиссаром финансов, Иван Федосеев — комиссаром продовольствия, Сергей Акимочкин — комиссаром земледелия, Юрий Гавен — комиссаром по военным и морским делам. Новое правительство приступило к деятельности, начав с национализации предприятий и помещичьих имений.

### Гибель
Кайзеровские войска планировали начать оккупацию Крыма во второй половине апреля. Опережая их и без согласования в Крым вошел отряд армии Украинской Народной Республики (УНР) под командованием П. Ф. Болбочана. Он прорвал слабую советскую оборону Сиваша к 22 апрелю и стал наступать на юг, а уже 24 апреля вошел в Симферополь. Немецкое командование возмутилось. Генерал фон Кош, командир 15-й ландверной дивизии потребовал немедленно очистить Крым от войск УНР, что и было сделано без боевых столкновений, немецкие части заняли Крым.
В это время советские власти ССР Таврида эвакуировались в условиях усиления контрреволюционных выступлений. Активизировались крымско-татарские националисты, которые будучи противниками ССР Тавриды ранее становились жертвами левого насилия и жаждали мести. Председатель национального правительства крымских татар — муфтий Номан Челебиджихан стал жертвой революционного террора в Крыму. 26 января 1918 года он был арестован и 23 февраля он был без суда убит матросами в Севастополе, а его труп был брошен в Чёрное море.

20 апреля произошел мятеж в Алуште и окрестных селах побережья под руководством поручика М. Хайретдинова и штаб-ротмистра С. М. Муфти-заде, сопровождавшийся арестами и расстрелами красногвардейцев и большевиков, пострадали также южнобережные греки, ранее поддержавшие советскую власть. 21—22 апреля 1918 года в деревню Кизилташ прибыло два автомобиля с бывшими офицерами, бойцами УНР и татарами. Они объявили населению о входе в Симферополь кайзеровских частей и убеждали их вооружиться и выдвигаться на Гурзуф и Ялту с целью свержения ослабшей власти Советов.

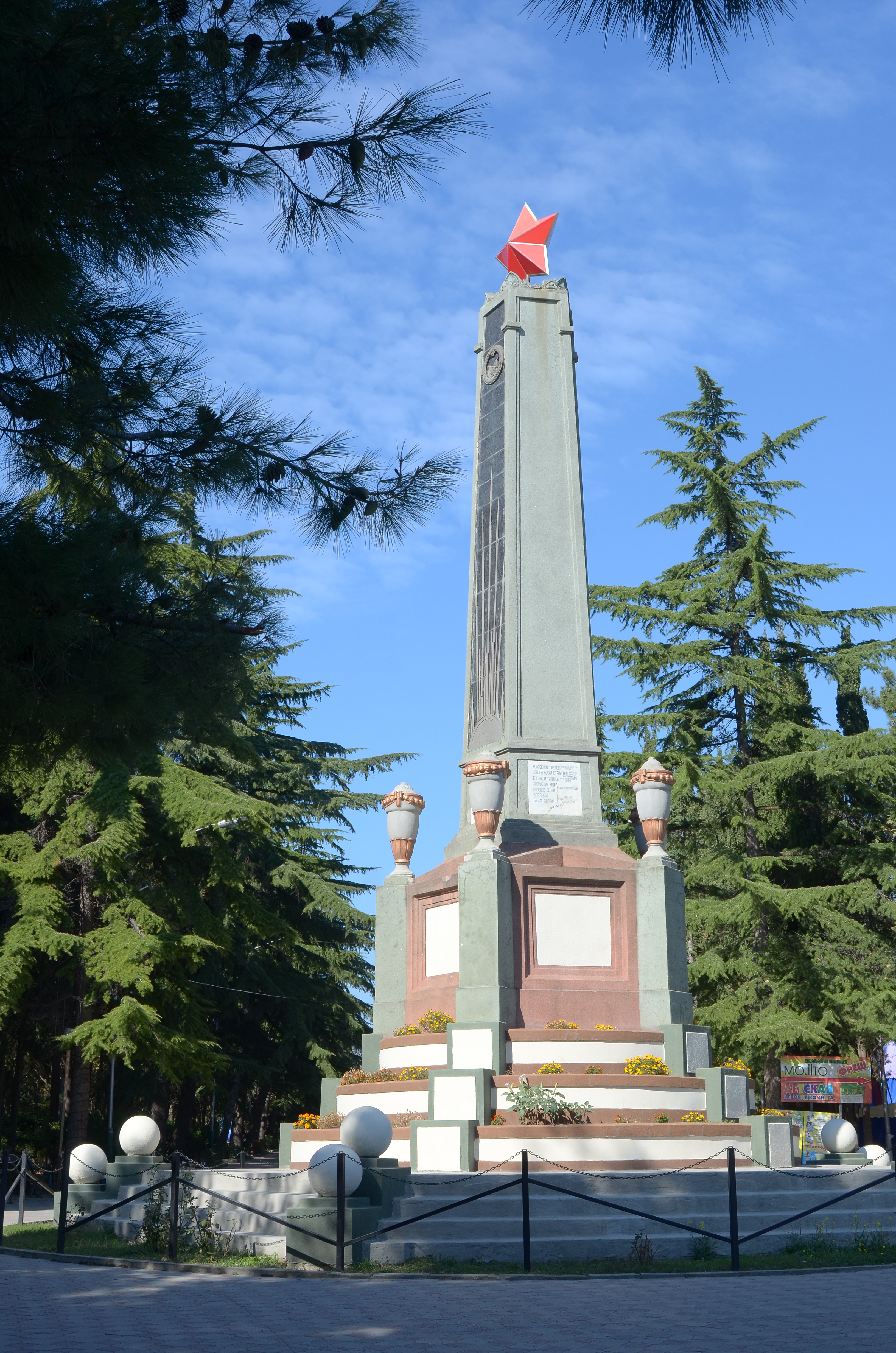
Братская могила членов правительства республики Таврида, 1918, Монумент архитекторов К. Галиева и Я. Усейнова, 1940

21 апреля у деревни Биюк-Ламбат были арестованы направлявшиеся в Новороссийск члены руководства республики Тавриды во главе с председателем СНК А. И. Слуцким и председателем губкома РКП(б) Я. Ю. Тарвацким, С. П. Новосельским, А. И. Коляденко, С. С. Акимочкиным. Их привезли в Алушту и разместили в подвал дачи «Голубка» (ныне городская библиотека им. С. Н. Сергеева-Ценского), где располагался штаб контрреволюционного мятежа (на здании установлена памятная табличка). Вместе с другими руководителями республики Тарвацкий расстрелян вблизи горы Демерджи в ночь на 24 апреля 1918 года. Тяжело раненые Акимочкин и Семенов остались в живых.
В полдень 24 апреля в Алушту из Севастополя пришел миноносец «Гаджибей». Он обстрелял город из артиллерии. Мятеж был подавлен отрядом революционных матросов с ответной жестокостью. Крымско-татарские ополченцы были рассеяны и отступили.
Тела казенных перенесли в единую братскую могилу недалеко от берега моря. Тут похоронены Председатель Совнаркома Антон Слуцкий, Нарком финансов Алексей Коляденко, Нарком внутренних дел Станислав Новосельский, Член ЦИК Республики Тавриды, председатель Таврического губкома партии Ян Тарвацкий. Здесь же захоронены комиссар труда Алуштинского Совета Тимофей Багликов, командиры красногвардейский отрядов И. Кулешов и С. Жилинский, члены Севастопольского Совета А. Бейм и Баранов расстрелянные ранее 20 апреля.

## Семья
Жена — Стефания, в девичестве Станчик. Стефания с дочерьми Иреной и Ядвигой была эвакуирована на Кубань и далее в Москву. Она проживала по ул. Герцена, N54 в доме-коммуне старых большевиков. В 1919—1922 годах работала в Московской чрезвычайной комиссии по борьбе с контрреволюцией и саботажем.

## Память
С помощью дочерей Тарвацкого удалось разыскать некоторые материалы об их отце. В 1921 году в «Коммунистическом календаре», издании Польского бюро при ЦК РКП(б), была помещена статья «Тов. Тарвацкий (Пытляс)», написанная старым другом Тарвацкого, членом СДКПиЛ с 1903 года С. Я. Бобиньским.
На заседании Правительственной комиссии при СНК Крымской АССР 4 апреля 1933 года было решено увековечить память расстрелянных членов Правительства Республики Тавриды. В 1933 году недалеко от набережной Алушты на братской могиле был установлен временный памятник. 6 ноября 1940 года по проекту архитекторов К. Галиева и Я. Усейнова над могилой был сооружён памятник — пятигранный обелиск со звездой.
Именем Тарвацкого названа улица в Центральном районе Симферополя и в западной части Ялты.